# Gøran Søgard Johannessen
Gøran Søgard Johannessen, född 26 april 1994, är en norsk handbollsspelare, som spelar för Kolstad Håndball och det norska landslaget. Han är högerhänt och spelar som mittnia.